# Sant Valentí de Corts
Sant Valentí de Corts és una antiga església romànica de la comuna nord-catalana de Taurinyà, a la comarca del Conflent.
Havia estat la parroquial de l'antic lloc, actualment desaparegut, de Corts. Els habitants de la contrada la coneixen també com a Torre de Corts per la seva estructura de baluard (turis de Cours, 1389; torre de la Ballessa, segle xviii). Està situada a una certa distància al nord-oest del poble de Taurinyà, en un lloc elevat a la riba esquerra de la vall de la Lliterà. Hom ha suggerit que es podria tractar d'una antiga torre de guita, com força d'altres de la regió, que s'hauria comunicat amb els castells de Rià, Nyòvols, Pomers i Molig, i els pobles de (Clarà), Codalet i Coma.
Segons el dir de la tradició, al bosc per sota del turó on s'assenta Sant Valentí fou on s'establiren als anys 978-988, sant Romuald i l'ermità Marí, que haurien vingut de Venècia amb el dux i futur sant Pere Orsèol. Aquest fet estaria vinculat a la imatge de sant Romuald que es venerà, durant molts anys, a l'església. Modernament, a l'aplec que s'hi fa el dia del sant (el 19 de juny), s'ha restaurat l'antic costum de servir arròs amb llet als assistents.

## Història

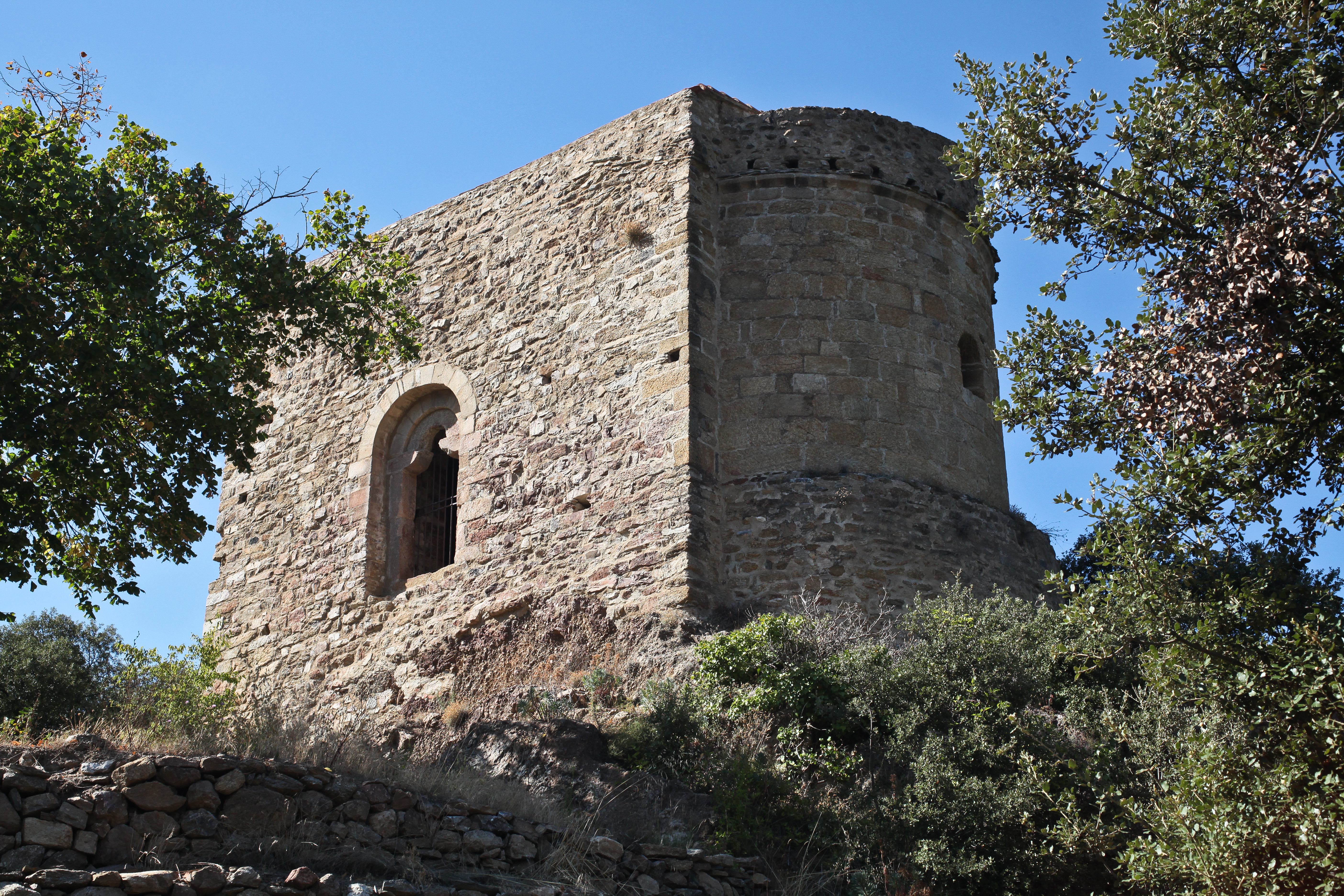
Vista parcial de l'absis i de la façana sud

El nom de Corts és documentat ja del 860; posteriorment, una butlla papal del 968 certificava que el lloc de Corts era possessió de l'abadia de Cuixà. L'església, però, no s'esmenta fins a molt més tard, quan el 1234 el batlle de Taurinyà Jaume Masó fa una deixa per a l'altar major de l'església de Sant Valentí. Un altre document contemporani d'aquest, el 1389 ja esmenta la torre de Corts.
El conjunt arquitectònic, amb el nom de Tour de Cours va ser declarat Monument històric. el 21 de març del 1983.

## Arquitectura
Es tracta d'un edifici romànic, d'una sola nau coberta amb volta de canó, acabada a llevant per un absis semi-circular amb volta de quart d'esfera, que neix directament de la nau. Al centre de l'absis s'obre una finestra de doble esqueixada, i al mur sud hi ha la porta, enlairada respecte del terreny on s'aixeca l'església. La porta és força curiosa, amb una arquivolta exterior, i un pas amb una llinda tallada en el sector central i un timpà amb un arc retallat que coincideix amb el tall de la llinda. D'aquesta manera, la llinda són només dos grans permòdols que sostenen un arc central i les arquivoltes. L'aparell de l'església és, en general, de carrueons, amb l'excepció de l'absis i de la porta, de carreus ben treballats.
Per l'estil general de l'església i les diferències en el material constructiu, se suposa que es tracta d'una construcció del segle xi, a què s'hauria afegit al segle xii una nova porta, la volta de pedra (possiblement abans fos de fusta) i l'absis. Els historiadors divergeixen en què va ser primer: si una torre defensiva del segle x, refeta totalment en església fortificada al llarg dels dos segles següents; o que l'obra primera hauria estat una església, que amb el pas del temps hauria estat sobrealçada i enrobustida amb fortificacions.